# Solenopsis nickersoni
Solenopsis nickersoni é uma espécie de formiga do gênero Solenopsis, pertencente à subfamília Myrmicinae.